# Kubena
Kubena (rusky Кубена) je řeka ve Vologdské oblasti s horním tokem v Archangelské oblasti v Rusku. Je dlouhá 368 km. Povodí řeky je 11 000 km². Používá se také pojmenování Kubina (rusky Кубина).

## Průběh toku
Pramení na Konošské vysočině. Ústí do Kubenského jezera (povodí Severní Dviny). Při vtoku do jezera vytváří rozsáhlou deltu.

### Přítoky
Největším přítokem je zleva Sjamžena.

## Vodní režim
Průměrný roční průtok vody na dolním toku činí 52,2 m³/s.

## Využití
Řeka je splavná a je na ní možná vodní doprava. Leží na ní město Charovsk.